# 슝나이진
슝나이진(중국어: 熊乃瑾, 병음: Xióng Nǎijīn, 1982년 10월 14일 ~ )은 중국의 배우이다. 충칭시에서 태어났다.

## 방송
- 봉황무쌍 : 천루의 전설
- 빙여화적청춘
- 비밀물요
- 몽회당조

## 영화
- 빙여화적청춘 (2015년)
- 유일천 (2014년)
- 비연물요 (2013년)
- 여과부능호호애 (2013년)
- 랩소디 오브 비엠더블유 (2012년)
- 로스트 인 런던 (2012년)
- 캠프카의 여정 (2012년)
- 몽회당조 (2012년)
- 쌍성계 : 고대 전설의 부활 (2012년)
- 추애 (2011년)